# حزقيال مانويل كانو
حزقيال مانويل كانو (بالإسبانية: Juan Manuel Cano) هو عداء مشي أرجنتيني، ولد في 12 ديسمبر 1987 في سان ميغيل دي توكومان في الأرجنتين.

## وصلات خارجية
- حزقيال مانويل كانو على موقع الاتحاد الدولي لألعاب القوى (الإنجليزية)
- حزقيال مانويل كانو على موقع اللجنة الأولمبية الدولية (الإنجليزية)
- حزقيال مانويل كانو على موقع أوليمبيديا (الإنجليزية)
- حزقيال مانويل كانو على موقع اللجنة الأولمبية الأرجنتينية (الإسبانية)
- حزقيال مانويل كانو على موقع اللجنة الأولمبية الأرجنتينية (الإسبانية)